# Ракетен удар по железопътната гара в Краматорск
На 8 април 2022 г. е извършена ракетна атака срещу жп гара Краматорск в едноименния украински град в северната част на Донецка област. Нападението става факт в 44-тия ден от началото на руската инвазия в Украйна и отнема живота на 57 души, а ранените са 109. Предполагаемият извършител е Русия.

## Предистория
Като част от руската инвазия, започнала на 24 февруари 2022 г., руските сили, съюзени със самопровъзгласилите се Донецка и Луганска народна република, провеждат офанзива, целяща завземане на контролираните от Украйна части от Донецка и Луганска област. Бойците на въоръжените сили на Украйна, разположени в Славянск и Краматорск, изпълняват ключова роля в отбраната на тези градове, отличаващи се с голямо стратегическо значение.

## Нападението
Според украинското правителство между 1000 и 4000 цивилни, главно жени и деца, са били на гарата в момента на нападението, за да се евакуират от Краматорск, поради близостта на града до фронтовата линия на конфликта.
Около 10:30 часа сутринта две ракети се взривяват близо до сградата на жп гарата в Краматорск, а първите съобщения за нападението са публикувани в украинските медии около 10:45. В 10:24 и 10:25 медии, свързани с Народната република Донецк, публикуват видеоклипове, показващи изстрелването на двойка ракети от Шахтьорск – град под контрола на сепаратистите.
Служител на World Central Kitchen, който става свидетел на атаката в Краматорск, разказва, че е чул „между пет и десет експлозии“. Според първоначалните репортажи най-малко 39 души са открити мъртви на местопроизшествието, но няколко часа по-късно броят на жертвите е коригиран – загиналите в резултат на ракетния удар са най-малко 52, след като част от ранените са починали от нараняванията си в болницата. Сред загиналите има най-малко пет деца.
Първоначално ракетите погрешно са идентифицирани като балистични ракети 9К720 „Искандер“, но малко по-късно губернаторът на Донецка област Павло Кириленко коригира тази информация като уточнява, че нападението най-вероятно е извършено с ракети „Точка-У“, заредени с касетъчни боеприпаси.
От вътрешната страна на една от двете ракети, носеща сериен номер Ш91579, са изписани на руски език думите ЗА ДЕТЕЙ.

## Реакции
Украинският президент Володимир Зеленски определя действията на Русия като „зло без граници“.
Председателят на Европейската комисия Урсула фон дер Лайен, която в същия ден е в Украйна за посещения в Киев и в Буча, заклеймява нападението като „отвратително“, а според генералния секретар на ООН Антониу Гутериш то е „напълно неприемливо“. Определяйки ракетния удар като „престъпление срещу човечеството“, френският външен министър Жан-Ив льо Дриан заявява, че то не може да остане ненаказано. Британският министър на отбраната Бен Уолъс на свой ред квалифицира нападението като военно престъпление.
Александър Камишин, председател на украинските железници, описва случилото се като „целенасочен удар по пътническата инфраструктура на железницата и жителите на град Краматорск“. Службата за сигурност на Украйна незабавно започва наказателно производство по член 438 от Наказателния кодекс.
Анализаторът от Royal United Services Institute Джъстин Бронк твърди, че Русия има за цел да повреди украинската транспортна инфраструктура, за да затрудни придвижването на украинските сили около Донбас. Той изказва предположението, че Русия е избрала този конкретен тип ракета поради наличието ѝ в арсенала на украинската армия, с което цели „да размъти водата“.

### Отговорът на Русия
Първоначално руските държавни медии и проруски канали в Telegram съобщават за успешни руски въздушни удари срещу украинските военни на жп гарата в Краматорск. След като обаче става ясно, че ракетите са убили цивилни, тези съобщения са редактирани, руското правителство отрича да има нещо общо с атаката, а руското министерство на отбраната я определя като украинска измама. Според версията на руското министерство на отбраната, ракетите са изстреляни от украински сили от намиращия се на около 55 км югозападно от Краматорск град Добропиля.

### Оценки на руската позиция
Руското министерство на отбраната твърди, че руските сили вече не използват ракети „Точка-У“. Същевременно Amnesty International, разследващите журналисти от Conflict Intelligence Team и неназовани военни експерти съобщават за използването на същите ракети от руските сили в много части на Украйна преди удара по Краматорск., а членове на беларуския проект Hajun с отворен код публикуват видеоклипове на няколко руски камиона с маркировка „V“, транспортиращи ракети „Точка“, които се насочват от Беларус към Украйна на 5 март и 30 март. По оценки на Института за изследване на войната руската 8-ма гвардейска общооръжейна армия, която действа в района на Донбас, е оборудвана с ракети „Точка-У“.
В нощта на 7 април проруският канал в Telegram Записки Ветерана („Записки на ветераните“) предупреждава цивилните да не се евакуират от Славянск и Краматорск чрез железопътен транспорт. В 10:10 часа на 8 април, непосредствено преди бомбардировката на жп гарата в Краматорск, руското министерство на отбраната съобщава, че техните сили са ударили гари в Славянск, Покровск и Барвинкове с „ракети с висока точност".